# Brian Hinojosa
Brian Alejandro Hinojosa Pinto (Cochabamba, 16 de junio de 1993) es un futbolista boliviano. Juega como defensa y su actual equipo es Real Santa Cruz de la Primera División de Bolivia.

## Clubes
| Club                    | País    | Año               |
| ----------------------- | ------- | ----------------- |
| Jorge Wilstermann       | Bolivia | 2014 - 2016       |
| Universitario (USFX)    | Bolivia | 2016              |
| San José                | Bolivia | 2017              |
| Blooming                | Bolivia | 2017              |
| Real Potosí             | Bolivia | 2018              |
| Always Ready            | Bolivia | 2019              |
| Destroyers              | Bolivia | 2019              |
| Real Potosí             | Bolivia | 2020              |
| Independiente Petrolero | Bolivia | 2021              |
| Real Santa Cruz         | Bolivia | 2022              |
| Jorge Wilstermann       | Bolivia | 2023              |
| Ciclón                  | Bolivia | 2023              |
| Real Santa Cruz         | Bolivia | 2024 - Actualidad |

## Palmarés

### Títulos nacionales
| Título           | Club                    | Año           |
| ---------------- | ----------------------- | ------------- |
| Primera División | Jorge Wilstermann       | Clausura 2016 |
| Primera División | Independiente Petrolero | 2021          |